# Ducati Monster
La Monster (coneguda informalment com a Il Mostro en italià) és una motocicleta dissenyada per Miguel Ángel Galluzzi i produïda per Ducati Motor Holding SpA a Bolonya, Itàlia des de l'any 1993. El seu llançament al mercat va marcar l'inici de la moda de les motocicletes conegudes com a naked (despullat en anglès) que permet observar-ne tant el motor com el bastidor. Les vendes del model Monster representen gairebé la meitat de les vendes de motocicletes Ducati arreu del món. Les Ducati, inclosa la Monster, són reconegudes pels seus motors bicilíndrics a 90 graus (L-twin) amb distribució desmodròmica i pel seu xassís tubular d'acer tipus trellis, tots dos dissenyats per Fabio Taglioni (1920-2001).

## Història

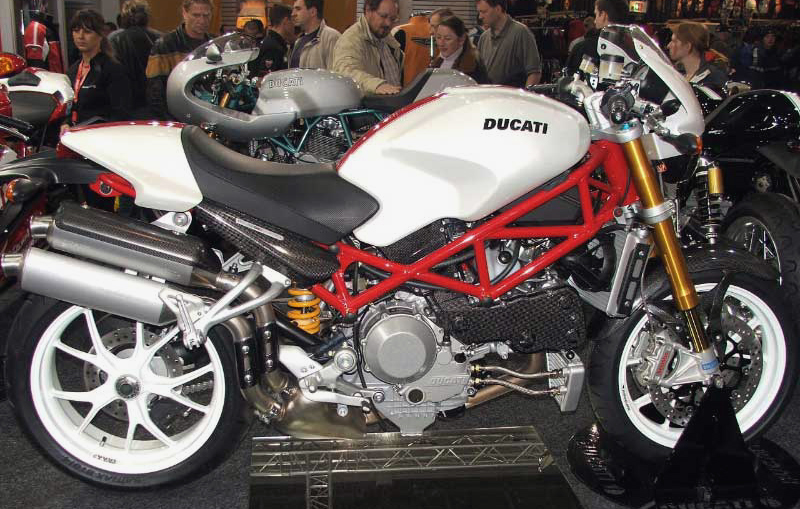
Ducati Monster S4Rs (2006)

Ducati en va desenvolupar tres models en la seva primera generació: M600, M750 i M900 (el nombre es refereix a la cilindrada de cada model). El primer model a aparèixer, la M900, va sortir al mercat l'any 1993; la M600 va aparèixer l'any 1994, i finalment la M750 va arribar el 1996. La moto es va mantenir sense quasi cap canvi fins a l'any 2000, quan Ducati va dotar el model M900 amb injecció electrònica de combustible. Un altre canvi tècnic d'aquell any va ser l'adopció de discs de frenada davanters semiflotants amb pinces de fre Brembo de quatre pistons, unes llandes també Brembo més lleugeres així com una forquilla invertida Showa de 43 mm de diámetre.
Actualment n'hi ha vuit models al mercat, la M620, M620 Dark, M695, MS2R, MS2R Dark, MS2R1000, S4R, i S4Rs. L'any 2007, la M620 i la M620 Dark seran reemplaçades pel model M695 i M695 Dark, respectivament. Recentment, Ducati va afegir a la família Monster el model S2R; amb una línia similar al model S4R de 4 vàlvules, però amb el motor de 800 cc de 2 vàlvules, més simple i econòmic. L'any 2005, el model S2R1000 va estendre la línia Desmodue S2R (motor de 2 vàlvules amb distribució desmodròmica).
El novembre del 2005, se'n va anunciar un nou model, la S4RS Testastretta. Aquest model usa el motor de la 999, última generació de superbike de la casa, amb suspensió anterior i posterior Öhlins i pinces de fre davanteres d'anclatge radial. El febrer del 2006 va suposar l'anunci de l'arribada del nou model M695, prevista per a l'any 2007. El nou motor de la M695 representa el motor amb la major potència per centímetre cúbic de qualsevol motor refrigerat per aire fabricat per Ducati.